# Ceduala de Wessex
Ceduala de Wessex (em inglês antigo: Cædwalla; em latim: Caedualla ou Caeduala; c. 659 – 20 de abril de 689) foi rei de Wessex de aproximadamente 685 até sua abdicação em 688. Quando jovem, foi exilado entre os Saxões do Sul, onde reuniu tropas a fim de atacar o Reino de Sussex, o que foi levado a cabo por volta de 685; neste fato Ceduala assassina o rei Etelvaldo de Sussex. No entanto, Ceduala mostra-se incapaz de manter o território conquistado, já que é expulso pelos saxões do sul. Entre os anos de 685 e 686, retorna à Wessex, onde é coroado monarca.

## Território da Saxônia Ocidental na década de 680

Reinos da Bretanha no final do século VII

No final do século VII, os saxões ocidentais ocupavam uma área no oeste da porção meridional da Inglaterra, embora os limites exatos sejam desconhecidos. Ao oeste encontrava-se o Reino da Dumnônia, no que atualmente corresponde aos condados de Devon e Cornualha. Para o norte, localizava-se o Reino da Mércia, cujo rei Vulfário (r. 658–675) dominou toda a região sul da Inglaterra durante seu reinado. Em 675, ele foi sucedido por seu irmão Etelredo, que foi militarmente menos ativo na fronteira com Wessex se comparado à Vulfário, embora tenha conseguido manter os territórios conquistados dos saxões ocidentais pelo seu antecessor. Ao sul, encontrava-se o Reino dos Saxões do Sul, onde hoje fica Sussex; e ao leste estava o Reino dos Saxões Orientais, que controlavam Londres.

## Ancestrais
Beda afirma que Ceduala foi um "jovem audaz da casa real de Gewissæ", e dá a idade dele quando morreu em cerca de trinta anos.